# Karaimoznawstwo
Karaimoznawstwo – nauka o języku, literaturze, kulturze, historii i religii Karaimów; stanowiąca jedną z dziedzin orientalistyki.
Początki polskiego karaimoznawstwa wiążą się z osobą Tadeusza Czackiego i jego publikacją Rozprawa o Żydach i Karaitach (Wilno 1807, wznowienia: Kraków 1860 oraz Lwów 1886). Jako samodzielna dziedzina nauk orientalistycznych karaimoznawstwo rozwinęło się w Polsce w II Rzeczypospolitej dzięki aktywności Tadeusza Kowalskiego i Ananiasza Zajączkowskiego, a następnie w okresie powojennym. Wkład polskiego karaimoznawstwa w porównaniu do innych krajów był i pozostał znaczący.
Aktualnie badania karaimoznawcze prowadzone są w Polsce w Uniwersytecie im. Adama Mickiewicza w Poznaniu, Uniwersytecie Warszawskim oraz Uniwersytecie Jagiellońskim. Czasopismem naukowym poświęconym karaimoznawstwu jest rocznik „Almanach Karaimski”.

## Karaimoznawcy
Abraham Firkowicz, Jan Grzegorzewski, Tadeusz Jan Kowalski, Seraja Szapszał, Aleksander Mardkowicz, Ananiasz Zajączkowski, Włodzimierz Zajączkowski, Szymon Szyszman, Józef Sulimowicz, Aleksander Dubiński

## Karaimoznawcy współcześni
Henryk Jankowski, Michał Németh, Mariola Abkowicz, Anna Sulimowicz, Adam Dubiński, Szymon Pilecki